# CADPAT

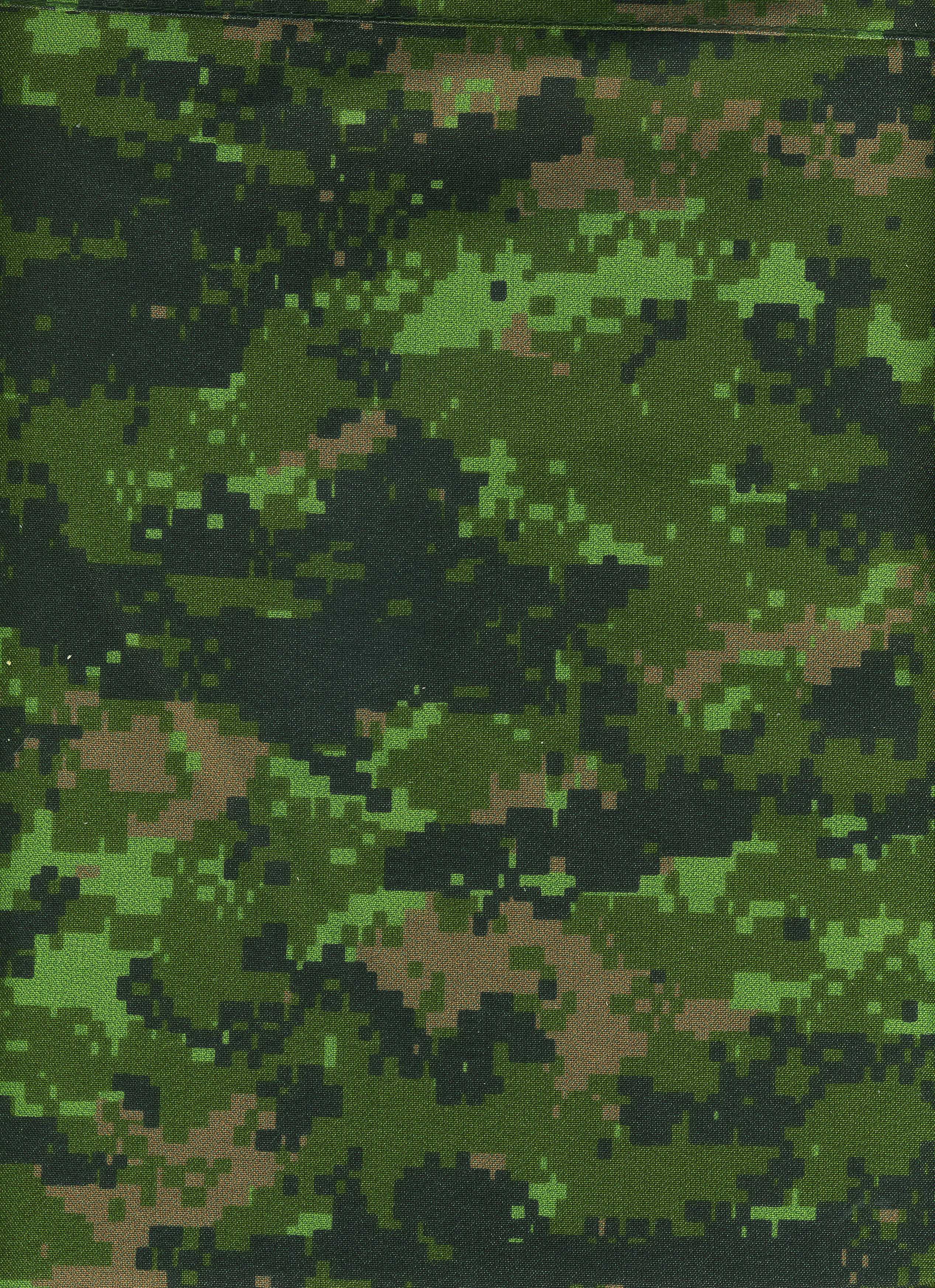
CADPAT (wariant leśny)

Canadian Disruptive Pattern (CADPAT) – kanadyjski kamuflaż cyfrowy. Oficjalnie wprowadzony do użytku w roku 1997. 
Badania przeprowadzone przez Kanadyjczyków pokazują, że prawdopodobieństwo wykrycia z odległości 200 m żołnierza w umundurowaniu w maskowaniu CADPAT jest o blisko 40 procent mniejsze niż żołnierza ubranego w mundur w kolorze Olive Drab.

## Historia
Prace nad nowym kamuflażem rozpoczęły się w roku 1995. Kamuflaż oficjalnie wprowadzono w roku 1997. W kolejnych latach kamuflaż poddano wielu testom i ostatecznie umundurowanie w tym kamuflażu zaczęto wydawać żołnierzom kanadyjskim w 2001 roku.
W roku 2001 CADPAT został zarejestrowany jako znak towarowy.
Na kamuflażu CADPAT oparto inny powszechnie używany kamuflaż cyfrowy – MARPAT. Powstał on we współpracy z rządem kanadyjskim i jest używany od 2002 roku przez US Marines.

## Odmiany CADPAT
- Woodland CADPAT – wariant leśny, wprowadzony do użytku jako pierwszy.
- Arid CADPAT – wariant przeznaczony na tereny pustynne.
- Winter/Arctic CADPAT – wariant przeznaczony na tereny arktyczne.